# Enrique Adolfo Jiménez
Enrique Adolfo Jiménez, né le 11 août 1888 à Panama et mort le 28 avril 1970 dans la même ville, est un homme politique panaméen. Il est président du Panama du 15 juin 1945 au 7 août 1948.